# Cromosoma 3
Con il nome di cromosoma 3 si indica, per convenzione, il terzo più grande cromosoma umano. Le persone presentano solitamente due copie del cromosoma 3, come di ogni autosoma. Il cromosoma 3 possiede quasi 200 milioni di nucleotidi. I due cromosomi 3 rappresentano all'incirca il 6,5% del DNA totale nelle cellule umane.
Il cromosoma 3 contiene di certo oltre 1300 geni, ma si ritiene possa contenerne fino a 1500.
Il numero di polimorfismi a singolo nucleotide (SNP) individuati è di oltre 700.000.